# McBride's Bride
McBride's Bride è un cortometraggio muto del 1914 scritto e diretto da Marshall Neilan che appare anche tra gli interpreti insieme a Ruth Roland, John E. Brennan e Laura Oakley. Il film venne prodotto dalla Kalem e distribuito dalla General Film Company, che lo fece uscire nelle sale l'8 maggio 1914.